# 라인 네카어 아레나
라인 네카어 아레나(Rhein-Neckar Arena)는 독일 진스하임에 위치한 다목적 경기장으로 현재 프리제로 아레나로 부르고 있다. 주로 축구 경기로 쓰이며, TSG 1899 호펜하임의 홈구장이다. 이 경기장은 30,150명을 수용할 수 있다. 이 경기장은 호펜하임의 옛 홈구장인, 디트마어 호프 슈타디온 (Dietmar-Hopp-Stadion)을 대체한다.
이 경기장은 36,000명이 상주하는 마을에 위치하지만, 라인 네카 도시권에서 가장 큰 경기장이다.
첫 경기는 2009년 1월 31일에 있었고 FC 에네르기 콧부스와의 홈경기로, 호펜하임은 2-0으로 승리하였다. 이 경기장은 2011년 FIFA 여자 월드컵의 경기장으로도 쓰였다.